# Pull (album, Winger)
Pull je třetí studiové album americké rockové skupiny Winger, vydané 18. května 1993 přes vydavatelství Atlantic. Album se umístilo v žebříčku Billboard 200 až na 83. místě.
Skupina vydala pouze jeden singl „Down Incognito“, jenž se v žebříčku Mainstream Rock se překvapivě umístil na 15. místě.
Kip Winger byl tentokrát producentem spolu s Mikem Shipleyem, který v roce 1992 spolupracoval se skupinou Def Leppard na albu Adrenalize. Na tomto albu skupina opustila glammetalové hity a rozhodla se pro významnou změnu zvuku. Album zní tvrdě a agresivně, s velkým množstvím společensko-politických komentářů v hard rock-progresivnímu stylu hudby. Album bylo také méně komerční, což bylo patrné zejména u skladby „Junkyard Dog (Tears on Stone)“, která je skoro 7 minutová a zní heavymetalově s progresivními prvky.
Ačkoli se stalo populární mezi fanoušky, z pohledu prodeje album nebylo úspěšné jako první dvě alba.
Skupina nahrála album jako trio, protože kytarista a klávesista Paul Taylor opustil skupinu po turné na podporu alba In the Heart of the Young v roce 1992. Po vydání alba se připojil do skupiny kytarista John Roth.

## Seznam skladeb
Všechny skladby napsali Kip Winger a Reb Beach.
| Pořadí         | Název                         | Délka |
| -------------- | ----------------------------- | ----- |
| 1.             | Blind Revolution Mad          | 5:25  |
| 2.             | Down Incognito                | 3:49  |
| 3.             | Spell I'm Under               | 3:55  |
| 4.             | In My Veins                   | 3:14  |
| 5.             | Junkyard Dog (Tears on Stone) | 6:54  |
| 6.             | The Lucky One                 | 5:20  |
| 7.             | In for the Kill               | 4:13  |
| 8.             | No Man's Land                 | 3:17  |
| 9.             | Like a Ritual                 | 5:02  |
| 10.            | Who's the One                 | 5:53  |
| Celková délka: | Celková délka:                | 47:07 |

## Obsazení
- Kip Winger – zpěv, baskytara, klávesy, akustická kytara
- Reb Beach – kytary, doprovodný zpěv
- Rod Morgenstein – bicí

#### Hosté
- Frank Latorre – harmonika (2)
- Alex Acuña – perkuse (9, 10)